# 蓑

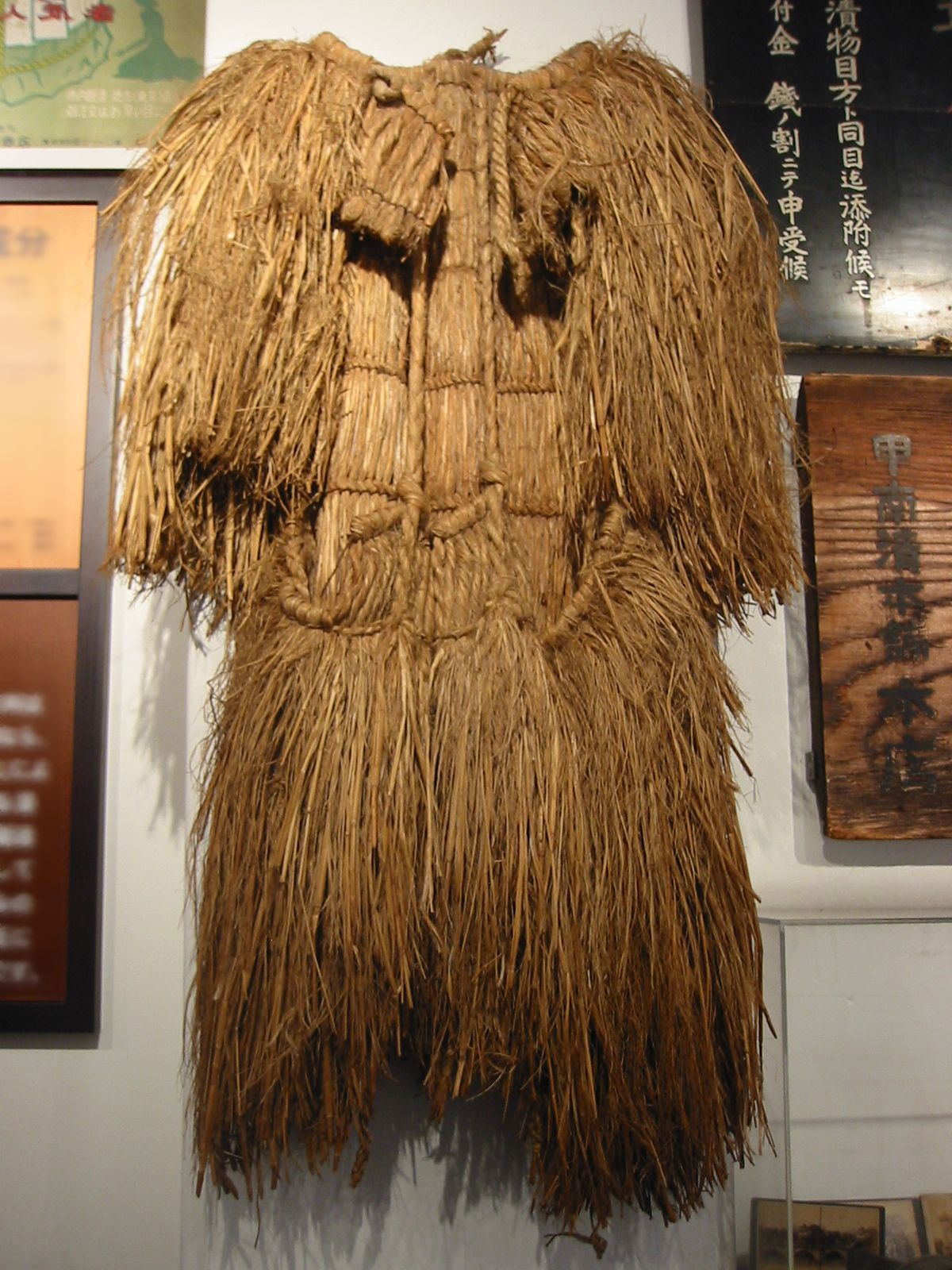
現代において再現された蓑
兵庫県神戸市東灘区御影町「武庫の郷」にて

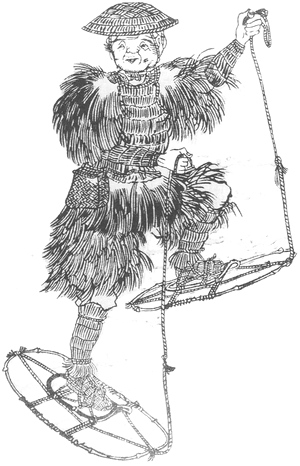
蓑を身に着け、かんじきを履いた男性。『北越雪譜』挿絵より。

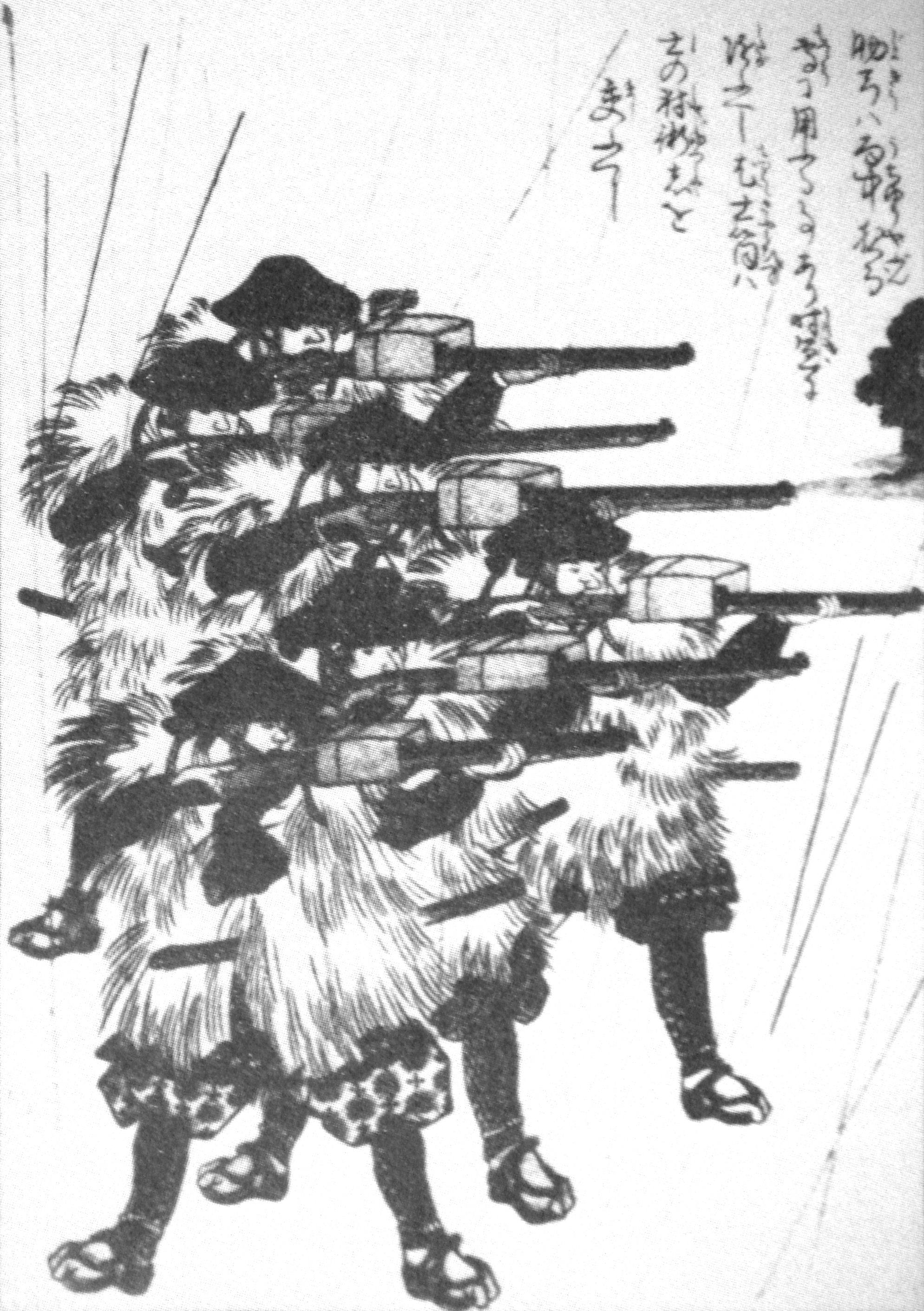
蓑を身に着けた鉄砲足軽。火皿を雨から守るため、火縄銃に箱状の覆いを付している。

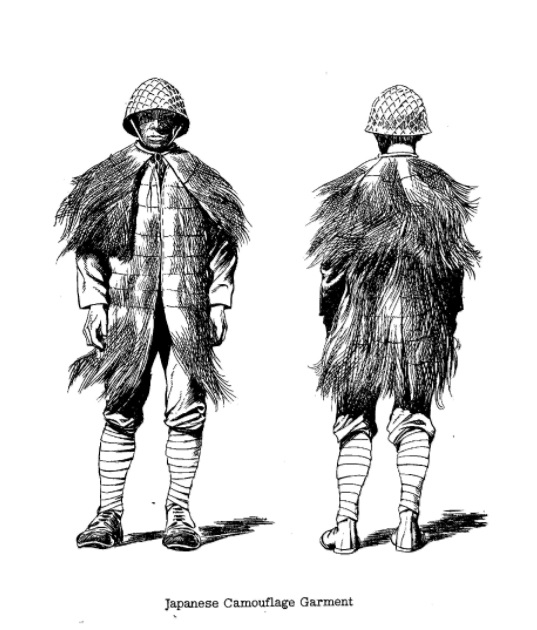
米軍のマニュアルに偽装用の被服として記載された蓑

蓑（みの）は、稲藁などの主に植物を編んで作られた伝統的雨具の一種。雨により身体が濡れるのを防ぐために衣服の上からまとう外衣の一種である。日本における素材としては他にイラクサや麻といった草類の皮、シナノキやフジ、ヤマブドウの樹皮など。地域ごとに材料や形状は異なり、海岸部では海藻も使われた。
なお、下半身を覆うような短いものを腰蓑（こしみの）という。

## 概要
稲藁（いねわら）のようなある程度撥水性のある繊維に雨粒がかかった場合、繊維に沿って水が流れていき、内部には滲みこまないという原理を利用している。また藁の断面が中空構造が多重になっているため保温にも優れている。前近代の技術で作成された衣装としては防水透湿性に非常に優れるが、代わりに極めてかさばり動きにくく、また火気に非常に弱い。なお、副次的な利点として、湿地や森林において着用した際には周囲の風景に紛れて視認されにくいという隠身（隠密効果）がしばしば見られる。
古代から世界各地で使われてきたものであるが、中世以降となると、ベトナム、中国江南地方、朝鮮半島、日本といった稲作の盛んな東アジア文化圏での使用が特に目立つ。
現代では合成繊維や合成樹脂を使った雨傘および合羽（レインコートやレインウエアを含む）の普及により、雨具としては廃れており、宗教行事用などの特殊用途を除き着用されることは少ない。一方で、蓑が使われなくなりつつあった近代において、民芸・民具を再評価した柳宗悦は蓑にも注目し、雑誌『工藝』74号（1937年）で特集した。日本民藝館などに所蔵されている蓑もある。また、蓑の一種である江名子ばんどりはその制作技術が日本国により重要無形民俗文化財に指定されている。

## 関連事象
ミノムシ人が蓑で身を包み込むように、雑物を集めて補強した蓑のような繭（まゆ）を作って越冬することから、この名で呼ばれる。なお、ミノムシ（蓑虫）は「ミノガ（蓑蛾）」の幼虫である。
ミノカサゴ和名の漢字表記「蓑笠子」は、この魚の鰭（ひれ）を蓑や菅笠（すげがさ）になぞらえての名付けである。
蓑亀（みのがめ）ニホンイシガメの異名。長く生きている個体は甲の表面に苔を生やして、まるで蓑をまとったような姿になることが多い。その特徴から、俗称で「蓑亀」と言われる。
ミノ牛の第一胃（ルーメン）のことを指す日本語。その名は、開いた様子が蓑に似ていることに由来する。
隠れ蓑天狗や鬼が身にまとう伝説上の蓑で、自在に姿を隠すことができるもの。転じて、実体を隠すための手段、表向きの理由を指すようになった語。
蓑火（みのび）近江国彦根（現・滋賀県彦根市）に伝わる怪火の一種で、身に着けた蓑にまとわりつくホタルの光のような細かな謎の発光体。同様のものを他地域では「蓑虫の火（みのむしのひ）」その他の名称で言う。
蓑草鞋（みのわらじ）蓑が胴体、草鞋（わらじ）が両脚となった姿の日本の妖怪。蓑は来訪神の多くが身にまとっているように呪力があるものとされ、使い込んだものは妖怪に変化しやすいと信じられていた。

## その他
- 島原の乱直前の島原藩領においては、年貢を滞納した農民への拷問、あるいは処刑法として、手足を縛った上で蓑を着せて火を放つ「蓑踊り」が存在した。
- 太平洋戦争中にアメリカ軍が作成したマニュアルには、蓑を着用した日本軍兵士のイラストが描かれており、「日本軍兵士の用いる狙撃兵用偽装服（カモフラージュスーツ）」との解説がつけられている。これは、日本兵が雨具として使用していた蓑を、その外観から草木に紛れて偽装するための特殊装備であると、捕獲したアメリカ軍が誤解したことによるものである。
- 明治中期まで、浅草雷門では毎年3月19日と12月19日に蓑市が開かれていた[4]。